# Constitucionalisme

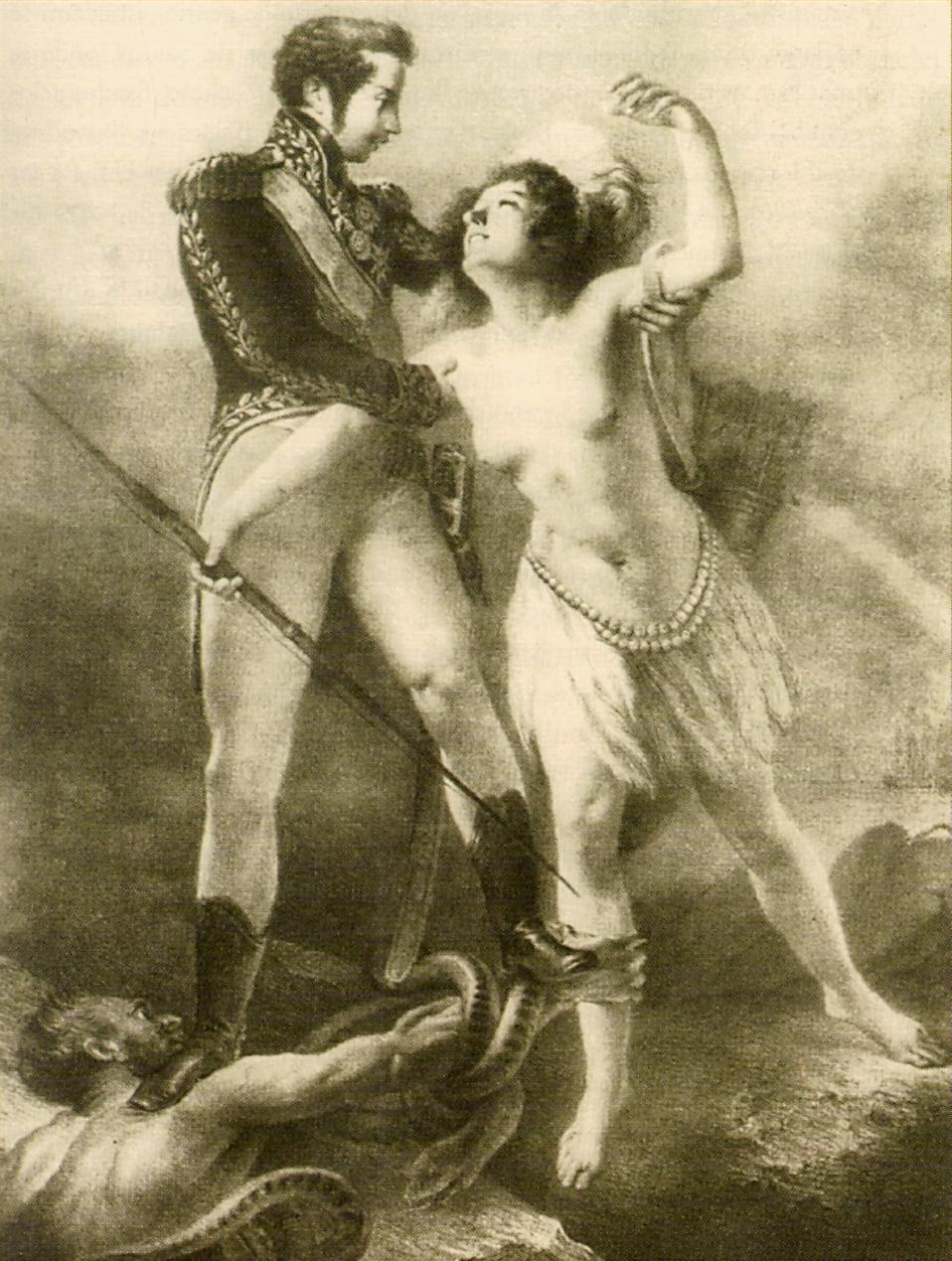
Pere I i la Constitució - lluita contra el despotisme, al·legoria del jurament de la Constitució.

El constitucionalisme és una doctrina ideològica i política que defensa l'establiment d'un conjunt de normes bàsiques per les quals s'ha de regir una societat. És sempre el pacte de tots els membres representatius de la societat que constitueix el col·lectiu definit per aquest pacte i limita el dret, les accions i les autoritats de tots els agents de poder.
El constitucionalisme és una doctrina històrica que ha pervingut durant tota l'Edat moderna i s'ha materialitzat en l'Edat contemporània mitjançant la ideologia del liberalisme i les revolucions liberals de finals del Segle XVIII i la primera meitat del Segle XIX. La lluita contra el poder absolut dels reis, l'oposició a les constants guerres de religió a Europa, i les constants apel·lacions a la tolerància caracteritzen al constitucionalisme.

## Definició
El constitucionalisme té usos prescriptius i descriptius. El professor de dret Gerhard Casper va captar aquest aspecte del terme en assenyalar: "El constitucionalisme té connotacions tant descriptives com prescriptives. Usat de manera descriptiva, es refereix principalment a la lluita històrica pel reconeixement constitucional del dret del poble al 'consentiment' i alguns altres drets, llibertats, i privilegis. Usat de manera prescriptiva, el seu significat incorpora aquells trets de govern vist com els elements essencials de la... Constitució".

### Descriptiva
Un exemple de l'ús descriptiu del constitucionalisme és la recopilació de cinc volums del professor de dret Bernard Schwartz de fonts que busquen rastrejar els orígens de la Declaració de Drets dels Estats Units. Començant amb antecedents anglesos que es remunten a la Carta Magna (1215), Schwartz explora la presència i el desenvolupament d'idees de llibertats i privilegis individuals a través de cartes colonials i acords legals. Després, en tirar endavant la història, identifica declaracions i constitucions revolucionàries, documents i decisions judicials del període de la Confederació i la formació de la Constitució federal. Finalment, passa als debats sobre la ratificació de la Constitució federal que finalment van suposar una pressió creixent per a una declaració de drets federal. El seu text il·lustra la lluita històrica per reconèixer i consagrar els drets i els principis constitucionals en un ordre constitucional.

### Prescriptiva

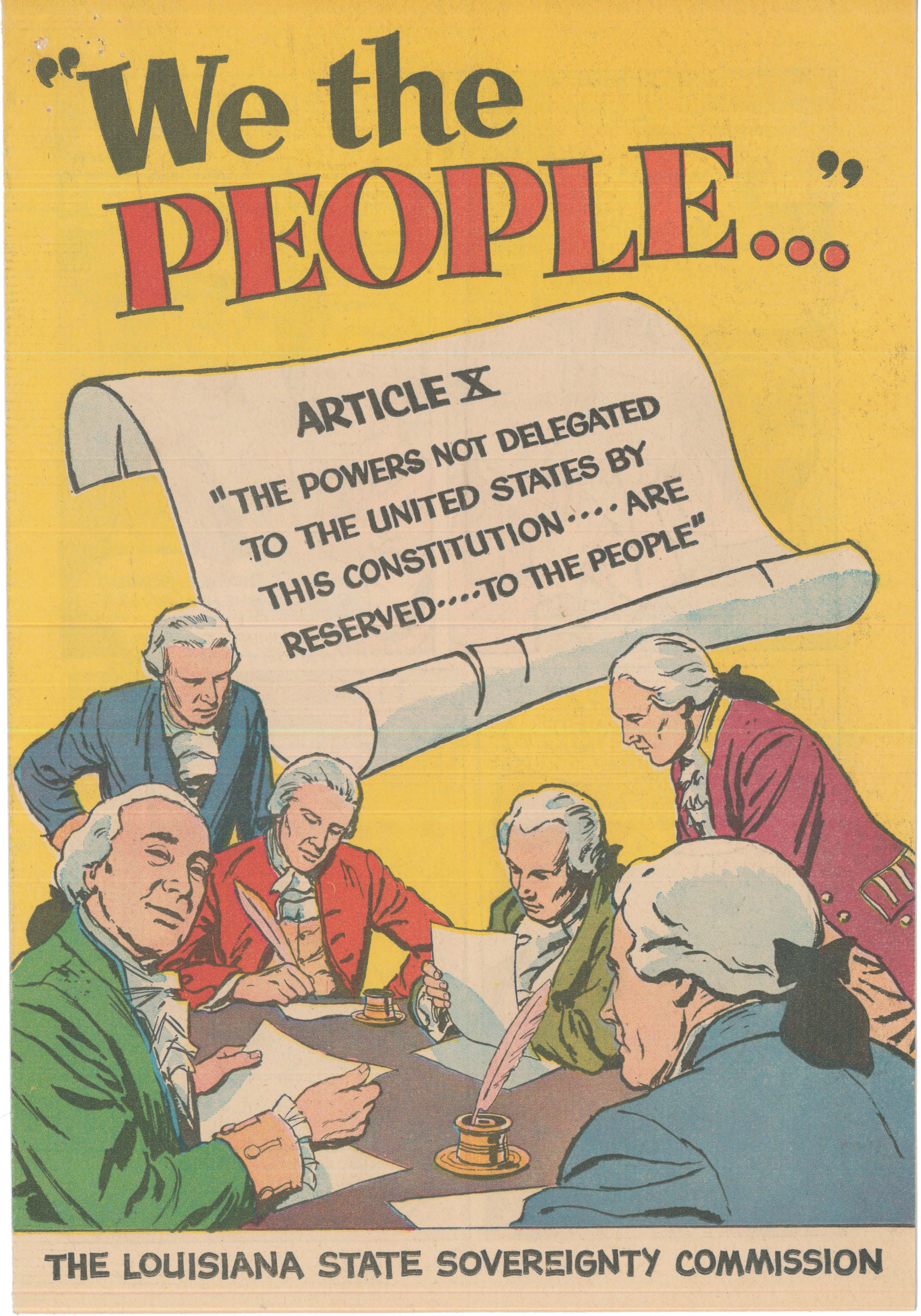
Desena esmena de la Constitució dels Estats Units: «Els poders no delegats als Estats Units per la Constitució (...) estan reservats (...) al poble.»

A diferència de descriure què són les constitucions, un enfocament prescriptiu aborda què hauria de ser una constitució. Tal com va presentar el filòsof canadenc Wil Waluchow, el constitucionalisme encarna la idea que el govern pot i ha de ser legalment limitat en els seus poders, i que la seva autoritat depèn de que compleixi aquestes limitacions. Aquesta idea porta amb si una sèrie de qüestions no només per als estudiosos del dret, sinó per a qualsevol persona interessada a explorar els fonaments legals i filosòfics de l'estat.
Un exemple d'aquest enfocament prescriptiu va ser el projecte de la National Municipal League per desenvolupar un model de constitució estatal.

## Característiques bàsiques

### Llei fonamental i legitimitat del govern
Una de les característiques més destacades del constitucionalisme és que descriu i prescriu tant la font com els límits del poder governamental derivat de la llei fonamental. William H. Hamilton va captar aquest doble aspecte en assenyalar que el constitucionalisme "és el nom que es dona a la confiança que els homes reposen en el poder de les paraules absorbides en pergamí per mantenir un govern en ordre".
A més, tant si reflecteix un enfocament descriptiu com prescriptiu, els tractaments del concepte de constitucionalisme tracten tots amb la legitimitat del govern. Una avaluació recent del constitucionalisme estatunidenc, per exemple, assenyala que la idea de constitucionalisme serveix per definir què és el que "atorga i guia l'exercici legítim de l'autoritat governamental".
De la mateixa manera, l'historiador Gordon S. Wood va descriure aquest constitucionalisme nord-americà com un "pensament avançat" sobre la naturalesa de les constitucions en què la constitució es concebia com un conjunt de regles fonamentals per les quals fins i tot el poder suprem de l'estat serà governat. Finalment, el constitucionalisme es recolza en la sobirania col·lectiva del poble, la font que legitima els governs corresponents.

### Drets i llibertats civils

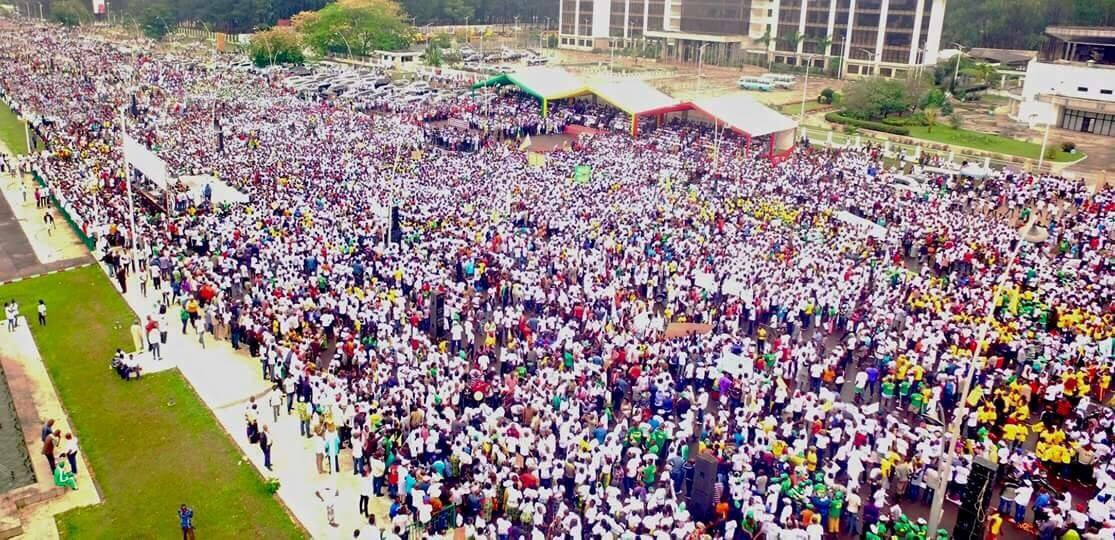
Manifestació a favor de la reforma constitucional a Brazzaville, 2015.

El constitucionalisme no es tracta simplement de l'estructura de poder de la societat. També demana una forta protecció dels interessos dels ciutadans, dels drets civils i de les llibertats civils, especialment de les minories socials, i té una estreta relació amb la democràcia. El Regne Unit ha tingut lleis bàsiques que limiten el poder governamental durant segles.

## Crítiques
L'estudiós jurídic Jeremy Waldron sosté que el constitucionalisme sovint és antidemocràtic: Segons ell, les constitucions no només es refereixen a restringir i limitar el poder; es tracta de l'apoderament de la gent normal en una democràcia i permetre'ls controlar les fonts del dret i aprofitar l'aparell de govern a les seves aspiracions. Aquesta és la visió democràtica de les constitucions, però no és la visió constitucionalista... Per descomptat, sempre és possible presentar una alternativa al constitucionalisme com una forma alternativa de constitucionalisme: els estudiosos parlen de "constitucionalisme popular" o de "constitucionalisme democràtic". " Waldron defensa que val la pena exposar una versió cruda de l'antipatia entre el constitucionalisme i l'autogovern democràtic o popular, si no només perquè això ajudarà a mesurar amb més claredat fins a quin punt una teoria nova i madura de la el dret constitucional té en compte adequadament la càrrega constitucional d'assegurar que el poble no es veu desautoritzat pel mateix document que se suposa que li atorga el seu poder.
El constitucionalisme també ha estat objecte de crítiques per part de Murray Rothbard, que va atacar el constitucionalisme com a incapaç de restringir els governs i no protegir els drets dels ciutadans dels seus governs:
[i] és cert que als Estats Units, almenys, tenim una constitució que imposa límits estrictes a alguns poders de govern. Però, com hem descobert al segle passat, cap constitució pot interpretar-se ni fer-se complir; ha de ser interpretat per homes. I si el poder definitiu per interpretar una constitució s'atorga al propi Tribunal Suprem del govern, aleshores la tendència inevitable és que el Tribunal continuï donant el seu imprimatur a poders cada cop més amplis per al seu propi govern. A més, els molt promocionats controls i equilibris i separació de poders al govern nord-americà són realment fràgils, ja que, en última instància, totes aquestes divisions formen part del mateix govern i estan governades pel mateix conjunt de governants.